# Vulnicura Strings (Vulnicura: The Acoustic Version – Strings, Voice and Viola Organista Only)
Vulnicura Strings (Vulnicura: The Acoustic Version – Strings, Voice and Viola Organista Only) или просто Vulnicura Strings — акустический альбом исландской певицы Бьорк, выпущенный в дополнение к её восьмому студийному альбому Vulnicura. Содержит струнные интерпретации всех песен оригинального релиза, за исключением «History of Touches», и описывается как более бескомпромиссный и сокровенный вариант альбома.

## Концепция
20 января 2015 года Björk выпустила Vulnicura, имевший исключительный успех благодаря сильным личным текстам песен, мощным струнным аранжировкам и изобретательным ритмам.
5 октября 2015 был официально анонсирован релиз Vulnicura Strings, продолжение и переосмысление оригинального альбома. Бьорк так описала появление проекта на официальной странице: «Пока я работала над Vulnicura, он стал одной из самых волшебных вещей как музыкально, так и духовно, способной объединить электронику и акустические инструменты в почти романтическом ключе: как доказательство, что они могут сосуществовать! … Но во время работы я также почувствовала, что этот альбом мог бы принять и другую форму: глубже раскрыть самоценность акустической стороны для тех, кто хотел бы погрузиться во вневременную атмосферу этой музыки, созданной деревянными инструментами. Без техно».
«Для меня струнные — нервы человеческого тела. Голос и духовые инструменты это лёгкие. Биты — это для танцев и ваше сердце колотится, но когда вы прикасаетесь к струнам, ваши нервы словно вибрируют. Вот почему мы так легко симпатизируем струнным, особенно когда в жизни происходят тягостные вещи. Просто хочется прикрепить микрофон и получить, этот… 'урррррр' — этот тревожный, даже дискомфортный звук — звук действительно сырых эмоций».

## Создание
Бьорк сохранила оригинальный вокал из студийного альбома, но использовала альтернативные дубли акустических инструментов, записанные во время оригинальных сессий для Vulnicura.
Также альбом включает в себя дополнительные струнные соло (в треках «Lionsong» и «Black Lake») от Уны Свеибъярнардоттир, которая была частью исландского струнного октета, выступавшего с Бьорк во время её Homogenic-тура в 1998 году.
Помимо этого, в нескольких песнях («Atom Dance», «Notget» и «Family») присутствует уникальный инструмент Viola Organista, спроектированный Леонардо да Винчи, но построенный впервые несколько столетий спустя польским музыкантом Славомиром Зубржицки. По словам Бьорк, инструмент «использует трение ремня чтобы вибрировать отдельные струны, что похоже на скрипку, а струны выбираются нажатием клавиш на клавиатуре аналогично органу». Бьорк впервые связалась с Зубржицки по электронной почте в 2013 году, когда обнаружила его записи на YouTube. «Как и все остальные, я была поражена. Я хотела ехать в Польшу СЕЙЧАС и просто записать что-нибудь. Но я научилась за эти годы не быть слишком нетерпеливой». Сотрудничество пришлось отложить до середины 2015 года, когда Бьорк снова связалась с Зубржицки. Однако они так и не встретились лично. «Он невероятно талантливый музыкант», сообщила певица, «и у него больше любви к этому инструменту, чем у всех нас вместе взятых. Было ясно, что лучше всего было просто передать работу ему». Бьорк послала ему партитуру и Зубржицки записал партии в Кракове, а затем отправил в Лондон. Несколько дней спустя Бьорк отправила музыканту цветы в качестве благодарности.
Vulnicura Strings был смикширован Бьорк и Крисом Элмсом.
Трек «Family», а также бонус-трек «Black Lake (Viola Organista Version)» являются инструментальными.

## Релиз и реакция
| Совокупная оценка    | Совокупная оценка |
| Источник             | Оценка            |
| -------------------- | ----------------- |
| Metacritic           | 80/100            |
| Оценки критиков      |                   |
| Источник             | Оценка            |
| The Line of Best Fit | 9/10              |
| Pitchfork            | 6.8/10            |
| Drowned in Sound     | [ 13 ]            |
| musicOMH             | [ 14 ]            |
| Record Collector     | [ 15 ]            |

Vulnicura Strings стал первым проектом-спутником одного из основных альбомов Бьорк, который не был традиционным альбомом ремиксов или сборником живых выступлений. Это также её первый полностью акустический студийный проект.
Альбом был выпущен 6 ноября 2015 на CD и в цифровой форме, а затем, 4 декабря, вышло виниловое издание.
Все CD-издания, за исключением российского, выпущены в раскладном картонном конверте и имеют ()-образный вырез посередине. Российское издание вышло в стандартном сиди-кейсе и, соответственно, без выреза.
Альбом Vulnicura Strings получил в основном положительные отзывы от музыкальных критиков. По версии Metacritic, рейтинг альбома составляет 80 процентов.
В одной из рецензий было написано: «Vulnicura Strings реструктурирует изначально необыкновенное произведение искусства, создавая ещё более опустошающий эффект, чем феноменальная Vulnicura, где время как бы заморожено, но в то же время есть куда двигаться дальше. Это не то место, которое хочется посещать каждый день, но всякий раз, когда вам нужно напоминание о том, как выглядит и ощущается великое искусство, вы знаете, куда идти». Ресурс Drowned in Sound отметил, что «Переосмысление Vulnicura стало успешным, а также способно удивить, несмотря на простую концепцию. Это и удовольствие от прослушивания и шанс сосредоточиться на струнных аранжировках Бьорк и крушении надежд, содержащемся в них». В свою очередь, журнал Record Collector назвал работу Бьорк «изысканной интерпретацией исключительного альбома».

## Список композиций
Хотя содержание CD и виниловой версии одинаковое, порядок треков отличается для каждого формата. Большинство CD-изданий (в том числе и российское) содержат «Black Lake (Viola Organista Version)» в качестве скрытого или дополнительного трека. Виниловое издание поставляется с купоном, позволяющим загрузить цифровую версию.
| №                   | Название                    | Текст песни                  | Музыка              | Продюсер            | Длительность |
| ------------------- | --------------------------- | ---------------------------- | ------------------- | ------------------- | ------------ |
| 1.                  | «Mouth Mantra»              | Björk                        | Björk               | Björk               | 6:09         |
| 2.                  | «Lionsong»                  | Björk                        | Björk               | Björk               | 6:17         |
| 3.                  | «Black Lake»                | Björk                        | Björk               | Björk               | 10:08        |
| 4.                  | «Atom Dance» (feat. Antony) | Björk, Oddný Eir Ævarsdóttir | Björk               | Björk               | 7:46         |
| 5.                  | «Stonemilker»               | Björk                        | Björk               | Björk               | 6:48         |
| 6.                  | «Quicksand»                 | Björk                        | Björk, Spaces       | Björk               | 4:08         |
| 7.                  | «Notget»                    | Björk                        | Björk               | Björk               | 4:41         |
| 8.                  | «Family»                    |                              | Björk, Arca         | Björk               | 7:04         |
| Общая длительность: | Общая длительность:         | Общая длительность:          | Общая длительность: | Общая длительность: | 53:01        |

| №                   | Название                               | {{{extra_column}}}  | Длительность |
| ------------------- | -------------------------------------- | ------------------- | ------------ |
| 7.                  | Без названия                           | Björk               |              |
| 9.                  | «Black Lake» (Viola Organista Version) |                     | 10:55        |
| Общая длительность: | Общая длительность:                    | Общая длительность: | 63:56        |

| №                   | Название            | Длительность |
| ------------------- | ------------------- | ------------ |
| 1.                  | «Lionsong»          | 6:17         |
| 2.                  | «Black Lake»        | 10:08        |
| 3.                  | «Mouth Mantra»      | 6:09         |
| 4.                  | «Atom Dance»        | 7:46         |
| 5.                  | «Stonemilker»       | 6:48         |
| 6.                  | «Family»            | 7:04         |
| 7.                  | «Notget»            | 4:41         |
| 8.                  | «Quicksand»         | 4:08         |
| Общая длительность: | Общая длительность: | 53:01        |